# Wadenheben

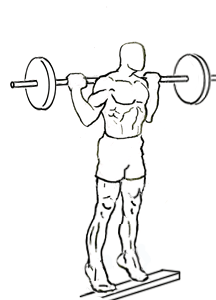
Wadenheben mit einer Langhantel

Das Wadenheben ist eine klassische sportliche Übung, die der Entwicklung des Musculus gastrocnemius und des Tibialis posterior dient.

## Ausführung
Man stehe aufrecht und halte sich mit einer Hand an einem festen Gegenstand fest. Die Fußballen stehen auf einem Brett, einer Treppenstufe oder einem Buch. Die Fersen hängen so weit wie möglich herab, bis eine Streckung der Wadenmuskulatur spürbar wird. Hierauf hebt man sich so weit wie möglich mit den Fußballen nach oben. Der Bewegungsradius sollte so hoch wie möglich sein.

## Varianten

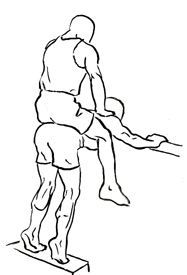
Wadenheben mit Partner

- Vorgebeugtes Wadenheben mit Partner
- Wadenheben mit Langhantel auf der Schulter
- Wadenheben mit Kurzhantel in einer Hand
- Wadenheben mit Maschine
- Wadenheben im Sitzen

## Zusatzgewichte

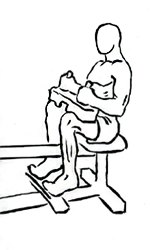
Wadenheben im Sitzen

Es ist möglich diese Übung und ihre Varianten mit einer Langhantel auf den Schultern, mit einer Kurzhantel in der Hand, oder an einer Maschine auszuführen. Das Gewicht sollte so hoch wie möglich gewählt werden. Anfänger machen die Übung zunächst ohne Gewicht. Geübte verwenden eine 20 kg Langhantel oder eine 20 kg Kurzhantel. Fortgeschrittene eine 50 kg Langhantel oder eine 40 kg Kurzhantel. Professionelles Krafttraining beginnt bei einer 120 kg Langhantel.

## Wiederholungen
Die Waden werden bereits durch das Gehen und Laufen ständig mit dem ganzen Körpergewicht belastet. Deshalb muss man sie stärker fordern, um ein Muskelwachstum herbeizuführen. Es sind etwa 15 bis 20 Wiederholungen angebracht.